# Razbora Espeho
Razbora Espeho (Trigonostigma espei (Meinken, 1967)) je sladkovodní paprskoploutvá ryba z čeledi kaprovitých.

## Popis
Razbora Espeho je drobná rybka dorůstající délky 4 cm, samci dorůstají jen 2,5 cm. Zbarvení je světle oranžovočervené s černou skvrnou v zadní polovině těla.

## Rozšíření
Razbora Espeho pochází z jihovýchodního Thajska a jižní Kambodži.

## Význam
Razbora Espeho je akvarijní ryba.